# Eduard Wallau
Karl Eduard Wallau (* 25. November 1855 in Mainz; † 28. April 1941 in Rüsselsheim) war Kreisrat im Großherzogtum und Volksstaat Hessen sowie Abgeordneter im Deutschen Reichstag.

## Familie
Seine Eltern waren Carl Wallau (1823–1877), Oberbürgermeister von Mainz, und Anna Maria, geborene Wallau. Die Familie war evangelisch.
Eduard Wallau heiratete 1882 Adele Schmidt, († 1905).

## Karriere
Eduard Wallau besuchte das Gymnasium in Mainz und studierte anschließend Rechtswissenschaft an den Universitäten Gießen und Leipzig. Er wurde Mitglied der Corps Starkenburgia (1875) und Saxonia Leipzig (1876). 1879 absolvierte er das Fakultätsexamen und promovierte 1882 an der Universität Heidelberg zum Dr. iur.
1879 begann sein beruflicher Werdegang als Gerichtsakzessist. 1882 wechselte er von der Justiz in die Verwaltung, als er eine bezahlte Stelle als Regierungsassessor erhielt. 1886 wurde er Amtmann beim Kreis Friedberg und wechselte 1893 in gleicher Funktion zum Kreis Gießen. 1895 wurde er zum Regierungsrat befördert. 1898 wurde er Kreisrat des Kreises Lauterbach. Am 21. Oktober 1903 erfolgte seine Ernennung zum Kreisrat des Kreises Bensheim, die aber schon nach 10 Tagen, am 31. Oktober 1903, wieder zurückgenommen wurde. Er blieb so zunächst weiter Kreisrat des Kreises Lauterbach. Von dort wechselte er in gleicher Funktion 1905 als Kreisrat (ab 1917: Kreisdirektor) zum Kreis Groß-Gerau. Über die Novemberrevolution hinaus und in den Volksstaat Hessen hinein übte er das Amt aus, bis er 1924 in den Ruhestand ging.

## Weitere Engagements
- 1893 Vorsitzender des Schiedsgerichts der Baugewerks-Berufsgenossenschaft[1]
- 1893 Zunächst stellvertretender und Ende des Jahres Vorsitzender des für den Bezirk der Direktion der Oberhessischen Eisenbahn bestehenden Schiedsgerichts[1]
- Vizepräsident des landwirtschaftlichen Vereins für die Provinz Oberhessen
- Mitglied des Hessischen Landwirtschaftsrats
- Stellvertretendes Mitglied des Deutschen Landwirtschaftsrats
- Er war von 1903 bis 1907 Abgeordneter der Nationalliberalen Partei für den Wahlkreis Großherzogtum Hessen 3 – Lauterbach, Kreis Alsfeld, Kreis Schotten im Deutschen Reichstag.[4]
- 1911/1912 war er Mitglied des Verwaltungsgerichtshofs Darmstadt[1]

## Ehrungen
- 1902 Ritterkreuz I. Klasse des Verdienstordens Philipps des Großmütigen
- 1903 Silberne Verdienstmedaille für Landwirtschaft
- 1904 Preußischer Kronenorden III. Klasse
- 1910 Russischer Sankt-Stanislaus-Orden II. Klasse
- 1910 Geheimer Regierungsrat
- 1917 Verleihung des Ehrenkreuzes des Verdienstordens Philipps des Großmütigen[1]